# 杉浦茂 (オウム真理教)
杉浦 茂（すぎうら しげる、1958年6月27日 - ）は、アーレフ（旧「オウム真理教」）の元幹部。ホーリーネームはヴァジラチッタ・ヴァンギーサ。東京都出身。省庁制が採用された後は、「文部省大臣」となった。

## 来歴
1983年に北海道大学を卒業し図書印刷に勤務後、1987年に弟の杉浦実に誘われて、オウム真理教に入信した。1988年1月25日に出家。
教団では弟とともに、教団の出版物の出版を担当していた。
1990年の第39回衆議院議員総選挙に真理党公認で当時の旧埼玉2区から立候補している。
1994年に省庁制が採用され「文部省大臣」となった（弟は「編集局長」となる）。
1995年の省庁制廃止後は、長老部のメンバーとなり教団を運営した。「アーレフ」になっても幹部として留まり、教団の教義部門を担当していた。同年12月、名古屋地方裁判所は有印私文書偽造・同行使の罪により、懲役1年6ヶ月・執行猶予3年の有罪判決を言い渡した。
2007年7月8日に、アーレフを脱会した（弟は22日に脱会）。